# Rhabdogaster poa
Rhabdogaster poa là một loài ruồi trong họ Asilidae. Rhabdogaster poa được Londt miêu tả năm 2006. Loài này phân bố ở vùng nhiệt đới châu Phi.